# تشارلز بوالو
تشارلز بوالو (بالفرنسية: Charles Boileau)‏ هو كاهن كاثوليكي فرنسي، ولد في 1648 في بوفيه في فرنسا، وتوفي في 28 مايو 1704.